# 黒竜江省

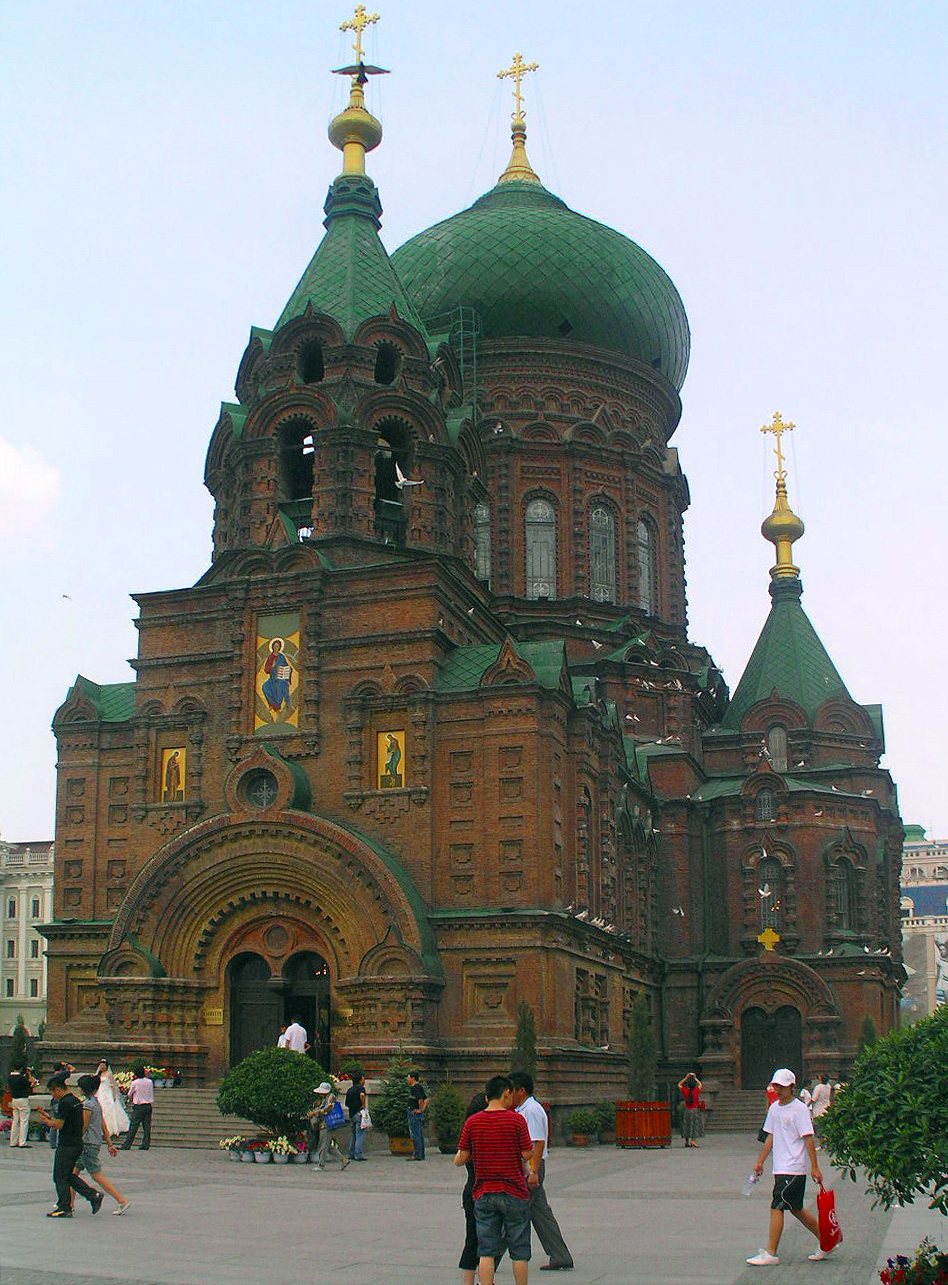
聖ソフィア大聖堂 (ハルビン)

黒竜江省（こくりゅうこうしょう、中国語：黑龍江省、拼音：Hēilóngjiāng Shěng、英語: Heilongjiang）は、中華人民共和国の省の一つ。省都はハルビン市。吉林省の北、内モンゴル自治区の東に位置する。中国において最も北東に位置し、北部はアムール川（黒龍江）をはさんでロシアと国境を接している。

## 地理
北はアムール川を隔ててロシア連邦極東連邦管区のハバロフスク地方、アムール州、ユダヤ自治州と接し、東はウスリー川を隔ててロシア極東連邦管区の沿海地方と接する。南は中国の吉林省、西は内モンゴル自治区のフルンボイル市と接す。
人口の90%超が漢族でその他に満洲族、モンゴル族、朝鮮族などが住む。
中国の重要な食糧生産基地のひとつでもあり、良質な黒豆（黒大豆）、大豆、小豆が栽培されている。

## 歴史
先秦時期には、粛慎（勿吉）、濊貊、東胡の三大民族系統の先住民がおり、粛慎は漢代には挹婁、魏晋には勿吉、隋唐には靺鞨、金代には女真と称し、後金になって満洲の名が起こり、清代に至る。
黒竜江地区に最初に樹立された政権は濊貊系の夫余国で、後に高句麗が分かれた。唐には渤海が起こり、また北方には室韋都督府、黒水靺鞨都督府が置かれた。

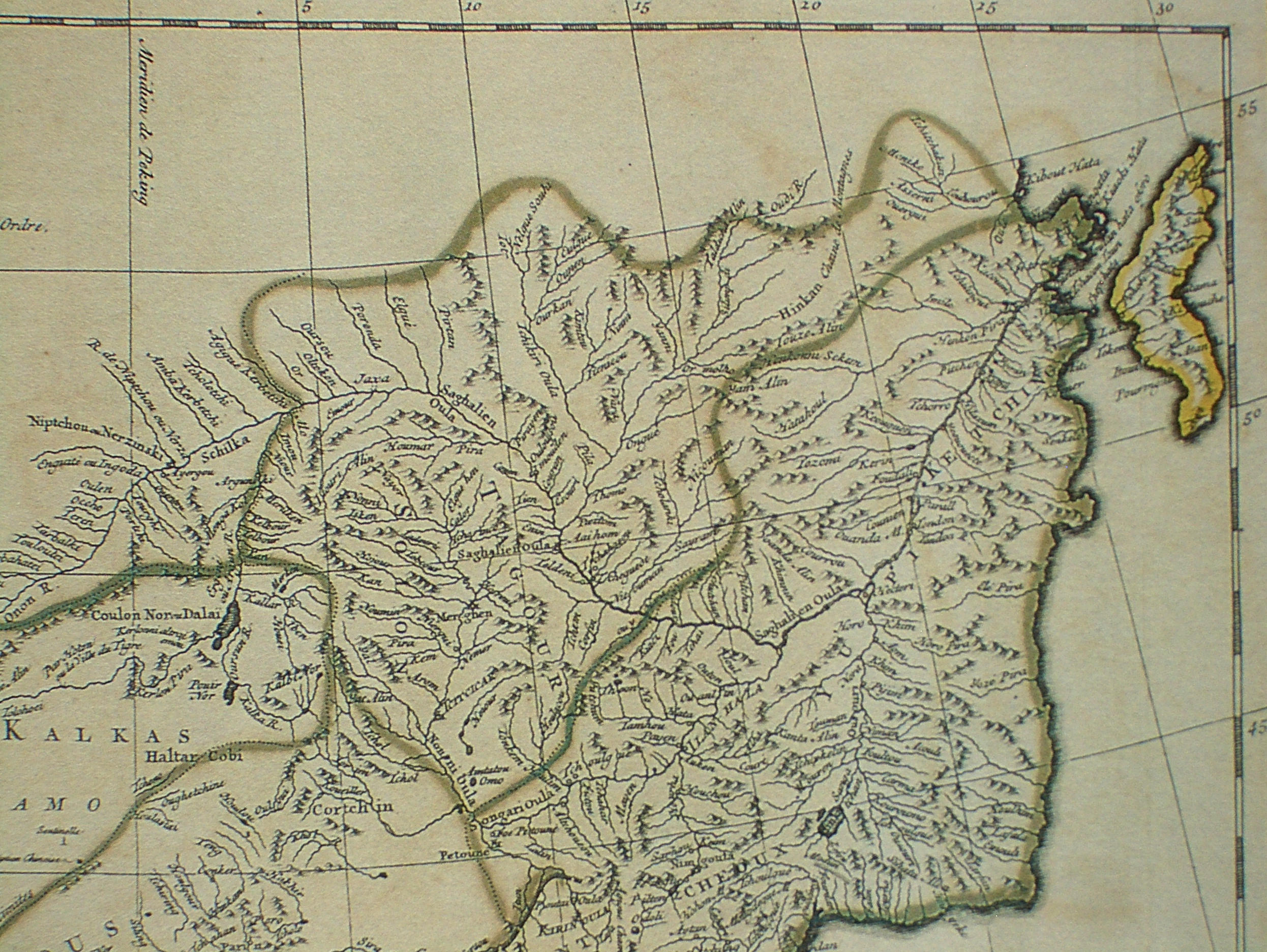
清に滞在したイエズス会士、Jean-François Gerbillon（1697年–1782年）が作成した清国全図のうち、アムール川流域の拡大図。アムール川中流をまたぐ中央の部分が黒竜江将軍、アムール下流から沿海州に至る右の部分が吉林将軍

契丹は渤海を滅ぼした後、東丹国を樹立した。金代は会寧府（現在のハルビン阿城区白城）に建都し、後に燕京（北京付近）に遷都した。元代には開元路、水達達路が置かれて遼陽行省に属した。明代には奴児干都指揮使司が置かれて女真族を間接支配し、清初にはニングタ大将軍（寧古塔昂邦章京）が置かれ、後に吉林に移り、吉林将軍と改称した。さらに黒竜江将軍が増設され、黒竜江流域の広大な地区を管轄した。
1680年代に清朝はロシア帝国とネルチンスク条約を結び、ロシアとの国境を画定したが、1858年の璦琿（）条約と1860年の中露北京条約により黒竜江以北、ウスリー川以東の領土を失った。
20世紀初めまでに漢族が大量に移住した黒竜江への行政管理の強化を図った清朝は1907年（光緒33年）4月20日、黒竜江将軍を廃止し新たに黒竜江行省を設置した。設置当初の全省の面積は約57万平方キロメートル、人口は約127万人であり、省会はチチハル城に設置され、下部に府、庁、県、道の行政区画が設置された。翌年8月にはメルゲン副都統（墨爾根副都統）、フルンボイル副都統（呼倫貝爾副都統）、黒竜江（璦琿）副都統が橋となりフルンボイル処、アイフン処はそれぞれフルン兵備道、アイフン兵備道と改称された。1911年（宣統3年）には全省は3道（興東、璦琿、呼倫）、7府（竜江、呼蘭、綏化、海倫、嫩江、黒河、臚浜）、6庁（訥河、璦琿、呼倫、大賚、肇州、安達）、1州（巴彦）、7県（蘭西、木蘭、慶城、青岡、拝泉、通河、湯原）、4旗（郭爾羅斯後、杜爾伯特、扎賚特、伊克明安）を管轄した。
1912年、中華民国が成立すると黒河府、興東道が廃止とされ呼瑪庁、蘿北庁が設置され、璦琿道は黒河に移転し黒河道と改称、呼倫道は叛乱を理由に廃止とされた。1913年、行政組織改編に伴い府、庁、州が県に改修され、また翌年には『省官制』の施行により行省の名称が廃止となり黒竜江省が正式名称に定められ、3道、23県、5設治局、4旗を管轄するようになった。1929年2月の行政改革により全省は42県（一等県15、二等県11、三等県16）、11設治局、4旗を管轄するようになった。
1933年、満洲国が建国されると大幅な行政組織の変更があり、1932年12月には黒竜江省西部の呼倫県、臚浜県、室韋県、奇乾県に興安北分省、翌年1月には雅魯県、布西県、索倫県に興安東分省が新たに設置され、1934年12月1日には黒竜江省は竜江省と黒河省に分割、更に1939年6月1日には竜江省と浜江省の一部に北安省が新設された。
1945年、日本の敗戦により満洲国は解体、国民党政府による統治権が復活すると同年11月に北安省と黒河省が統合され黒竜江省が新たに設置され、北安、徳都、克東、克山、拝泉、依安、明水、望奎、海倫、通北、綏棱、綏化、慶安、璦琿、孫呉、遜克、呼瑪、烏雲、鴎浦、漠河の20県を管轄した。1947年2月2日、黒竜江、嫩江両省政府は合併を決定し黒竜江嫩江聯合省（略称は黒嫩省）を設置したが、同年9月16日に東北行政委員会は両省の分割を決定、1949年4月21日に発布された『重劃東北行政区画令』により再び合併すると同時に、松江省仏山県を黒竜江に統合することが決定し、5月15日に1市41県を管轄する人口552万の黒竜江省が成立した。
1954年8月1日、松江省が廃止され黒竜江省に統合されると同時にハルビン市が黒竜江省に移管され、省会もハルビン市に移転している。この際に省南の7県が吉林省に移管されるなどの行政調整が実施され、3専区、5市、64県、2旗、1鉱区を管轄する総面積46万余平方キロメートル、人口1,250万人へと成長している。その後大慶油田が発見されるなど中国の工業化に大きな役割を果たした黒竜江省は、省内の行政区画の変遷を経て現在に至っている。

## 行政区画
黒竜江省は12地級市と1地区が設けられている。
| №                  | 名称         | 中国語表記   | 拼音               | 面積 (K㎡) | 人口 (2020年) | 政府所在地   |
| ------------------ | ------------ | ------------ | ------------------ | ---------- | ------------- | ------------ |
| #                  | 黒竜江省     | 黑龙江省     | Hēilóngjiāng Shěng | 460000.00  | 31,850,088    | ハルビン市   |
| 黒竜江省の行政区画 |              |              |                    |            |               |              |
|                    |              |              |                    |            |               |              |
| — 副省級市 —       |              |              |                    |            |               |              |
| 1                  | ハルビン市   | 哈尔滨市     | Hā'ěrbīn Shì       | 53523.50   | 10,009,854    | 松北区       |
| — 地級市 —         |              |              |                    |            |               |              |
| 2                  | 大慶市       | 大庆市       | Dàqìng Shì         | 21222.03   | 2,781,562     | サルト区     |
| 3                  | 鶴崗市       | 鹤岗市       | Hègǎng Shì         | 14679.98   | 891,271       | 向陽区       |
| 4                  | 黒河市       | 黑河市       | Hēihé Shì          | 66802.65   | 1,286,401     | 愛輝区       |
| 5                  | ジャムス市   | 佳木斯市     | Jiāmùsī Shì        | 32704.00   | 2,156,505     | 前進区       |
| 6                  | 鶏西市       | 鸡西市       | Jīxī Shì           | 22488.46   | 1,502,060     | 鶏冠区       |
| 7                  | 牡丹江市     | 牡丹江市     | Mǔdānjiāng Shì     | 38679.80   | 2,290,208     | 東安区       |
| 8                  | チチハル市   | 齐齐哈尔市   | Qíqíhā'ěr Shì      | 42205.81   | 4,067,489     | 建華区       |
| 9                  | 七台河市     | 七台河市     | Qītáihé Shì        | 6221.42    | 689,611       | 桃山区       |
| 10                 | 双鴨山市     | 双鸭山市     | Shuāngyāshān Shì   | 22036.19   | 1,208,803     | 尖山区       |
| 11                 | 綏化市       | 绥化市       | Suíhuà Shì         | 34964.17   | 3,756,167     | 北林区       |
| 12                 | 伊春市       | 伊春市       | Yīchūn Shì         | 32759.66   | 878,881       | 伊美区       |
| — 地区 —           |              |              |                    |            |               |              |
| 13                 | 大興安嶺地区 | 大兴安岭地区 | Dàxīng'ānlǐng Dìqū | 46755.00≈  | 331,276       | ジャグダチ区 |

## 教育

### 大学
- ハルビン師範大学
- 黒竜江大学
- ハルビン工業大学
- ハルビン工程大学
- ハルビン理工大学
- ハルビン商業大学
- 東北農業大学
- 東北林業大学
- 黒竜江科技大学
- 黒竜江工程学院
- ハルビン医科大学
- 牡丹江大学
- 牡丹江医学院
- 佳木斯大学
- チチハル大学
- チチハル医科大学
- 大慶石油学院
- 大慶師範大学
- 黒竜江八一農墾大学
- 大慶職工大学
- 綏化学院

## 友好提携地域

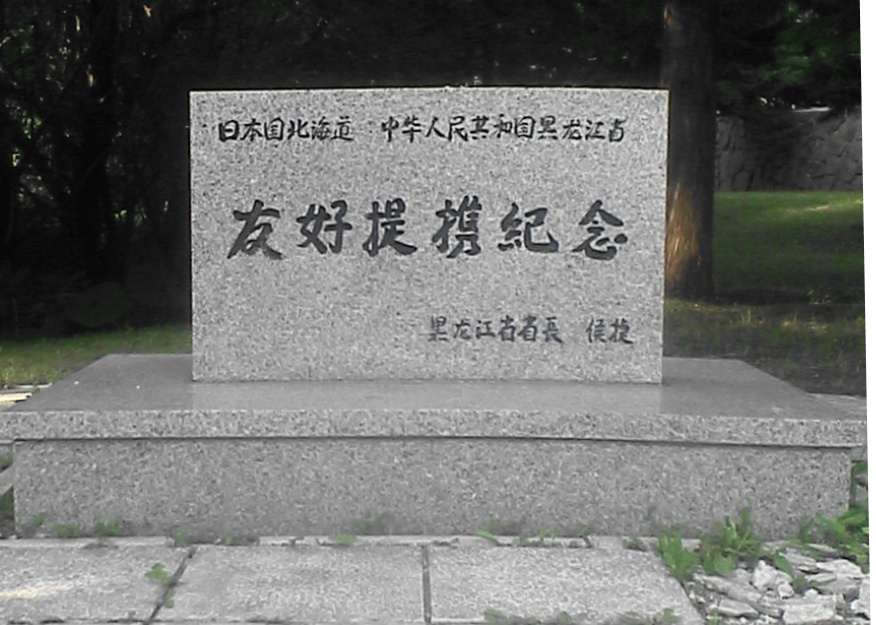
北海道との友好提携を記念した碑（北海道札幌市）

- 日本：北海道・山形県・新潟県～友好提携